# Policía Estatal de Durango
La Policía Estatal de Durango es la corporación que desempeña funciones policiales en todo el territorio del Estado, bajo el mando de la Secretaría de Seguridad Pública, para el cumplimiento de la seguridad en el estado de Durango y sus municipios aledaños. La corporación tiene su sede en la ciudad de Victoria de Durango.

## Historia
Desde mayo del 2011, las autoridades del estado han estado en un proceso de actualización, esto para contar con un marco normativo que sustente una nueva estructura, facultades, atribuciones y funciones del nuevo modelo de Policía Estatal Acreditable, haciéndolas más confiables y eficientes, acabando esta transición a finales de ese mismo año. A pesar de estos cambios la corporación ha sido acusada de realizar detenciones arbitrarias e incluso de torturar ciudadanos.
La corporación ha estado activa durante la guerra contra el narcotráfico, teniendo uno de sus peores episodios el 2 de octubre del 2020, cuando un convoy de agentes fue emboscado en la comunidad de  comunidad de San Antonio de Padua, Mezquital, cuando cuatro oficiales, dos civiles murieron y otros siete fueron heridos tras una emboscada realizada por civiles armados, dos de los cuales dos murieron durante el tiroteo.
En este municipio ya se había registrado un ataque de gran magnitud a la corporación fue el 11 de julio del 2019, dejando un saldo de dos policías fallecidos y cuatro heridos de gravedad.